# 30 ночей паранормального явления с одержимой девушкой с татуировкой дракона
«30 ночей паранормального явления с одержимой девушкой с татуировкой дракона» (англ. 30 Nights of Paranormal Activity with the Devil Inside the Girl with the Dragon Tattoo) — комедия, снятая режиссёром Крэйг Мосс. Фильм является пародией. Премьера состоялась 15 января 2012 года.

## Сюжет
Когда молодая семья, которая никак не может прекратить снимать себя на камеру, переезжает в дом, который оказывается населённым призраками, они встречаются с множеством жутких персонажей — среди них президент — охотник на вампиров, который хочет «освободить» их дочь с татуировкой дракона. С помощью энергичных «братьев-призраков» семья пытается разгадать тайну дома с привидениями.

## В ролях
- Фиоре, Кэтрин
- Флип Шульц
- Оливия Аси
- Артуро дель Пуэрто
- Питер Гилрой
- Тайлер Филлипс
- Стив Гликман
- Ребекка Энн Джонсон
- Дэнни Вудберн
- Френч Стюарт

## Пародии
- «Паранормальное явление» — центральная пародия.
- «Обитель зла» — приглашают работать в компанию Umbrella.
- «Президент Линкольн: Охотник на вампиров» — Линкольн влюбляется в Лизу.
- «Охотники за привидениями» — братья охотники пытаются спасти дом от привидений

 Возрождение легенды  появляется Бейн
Изгоняющий дьявола